# Pennacooks
Els pennacooks eren una Confederació de tribus índies algonquines, el nom de la qual volia dir "dalt del turó", que era composta pels agawam, wamesit, nashua, souhegan, amoskeag, pennacook i winnipesaukee.

## Localització
Vivien a la conca del riu Merrimac, al centre de Nou Hampshire, Nord-est de Massachusetts i sud de Maine.

## Demografia
El 1600 tenien uns 3.000 guerrers, però el 1674 foren reduïts a 1.250 individus amb 250 guerrers. Els darrers parlants de la seva llengua van morir el 1924.

## Costums
Vivien de la cacera, de la pesca i del conreu de blat de moro. Eren semisedentaris i es movien estacionalment a la recerca de nous recursos alimentaris.
Eren veïns dels abnaki i dels wampanoag, amb qui compartien moltes afinitats culturals.

## Història
El seu cabdill Passaconaway (m. 1679) fou el primer a establir relacions amb els britànics, i els va mantenir neutrals en les guerres entre francesos i anglesos. La seva capital era Amoskeag (avui Manchester, Nou Hampshire) i el seu centre principal, Wamesit. La guerra del Rei Felip del 1675 els va dividir. Un grup, dirigit per Kancamangus i el seu cosí Pargus ajudaren als wampanoag, i atacaren i arrasaren l'assentament de Dover, però els mohawks van destruir el seu assentament al llac Wiunnisquam i hagueren de fugir a Connecticut. Més tard s'establirien eventualment a Schaghticoke (Renssehaer, Nova York) amb els mohicans. L'altra grup, tips de l'arrogància i dels mals tractes dels blancs, dirigits pel fill de Passaconaway, Wonalancet (mort el 1697), fugiren al Canadà i s'establiren a Saint François du Lac (Quebec) amb la fracció sokoki dels abnaki.